# Lima församling
Lima församling var en församling i Västerås stift och i Malung-Sälens kommun i Dalarnas län. Församlingen uppgick 2006 i Lima-Transtrands församling. 

## Administrativ historik
Församlingen bildades på genom en utbrytning ur Malungs församling troligen på 1200-talet. På 1500-talet utbröts Transtrands församling som ett kapellag. Mellan 6 april 1923 och 1 april 1971 var församlingen uppdelad i två kyrkobokföringsdistrikt: Lima kbfd (202401, i 1971 202303) och Rörbäcksnäs kbfd (202402, i 1971 202304).
Församlingen var från 1400-talet till 8 september 1616 annexförsamling i pastoratet Malung och Lima. Från 8 september 1616 till 1 maj 1867 var församlingen moderförsamling i pastoratet Lima och Transtrand för att därefter till 2006 utgöra ett eget pastorat. Församlingen uppgick 2006 i Lima-Transtrands församling.

## Organister
Lista över organister i Lima församling.
| Verksam   | Namn                       | Levnadstid | Övrigt         |
| --------- | -------------------------- | ---------- | -------------- |
| 1875-1895 | Per Björling               | 1833-1918  | Även klockare. |
| 1895-1900 | Johan Anton Daniel Ruinnée | 1868-1923  |                |
| 1901-1922 | Lars Hollner               | 1881-1923  |                |
| 1922-1923 | Johan Anton Daniel Ruinnée | 1868-1923  |                |
| 1924-1956 | John Paul Norin            | 1897-      |                |
| 1956-     | Åke Torolphi               | 1921-2015  |                |

## Kyrkobyggnader
- Lima kyrka
- Rörbäcksnäs kyrka